# Genii

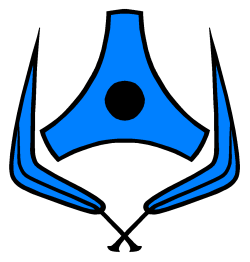
Znak Genii

Geniiové jsou fiktivní lidská civilizace z televizního seriálu Hvězdná brána: Atlantida, žijící na planetě Genii v galaxii Pegasus. Ačkoliv se vydávají za primitivní zemědělskou kulturu, jsou technologicky mnohem vyvinutější a vojensky založení.

## Historie a současnost
Geniiové byli kdysi velkou konfederací planet, ale před tisíci lety byli napadeni Wraithy a byli nuceni zcela změnit svou společnost. Nyní žijí ve velkých podzemních městských bunkrech, a na povrchu se maskují za primitivní zemědělce. Tyto bunkry dokáží zastínit známky technologie a energie, takže o nich nemají Wraithové žádné tušení. Geniijská technologie není tak vyspělá jako ta pozemská, ale podle Teyly jsou Geniiové nejlepší nadějí pro galaxii Pegasus. Geniiové jsou sami schopni vyvinout jaderné zbraně, které chtějí použít proti Wraithům. Jejich společnost je však velmi rozpolcená, a mezi některými geniijskými skupinami panuje názor, že tyto zbraně mohou být později použity i pro získání zašlé slávy Genii.
Geniiové jsou vojenskou společností. Mají spojenecké vztahy s některými dalšími planetami, jako je Dagan nebo Manaria. Na mnoha dalších světech mají své špióny, kteří pravidelně informují mateřskou planetu. Geniiové také postavili své základny nebo tajné sklady zbraní na mnoha neobydlených planetách, které by se mohly stát útočišti v době neočekávaných událostí.

## Postavy

### Cowen

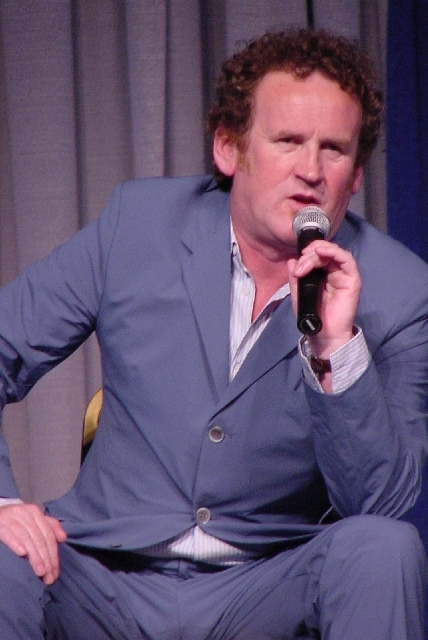
Colm Meaney, jenž ztvárnil Cowena

Cowen (ztvárnil ho herec Colm Meaney) byl vůdcem Genii během prvních dvou sérii Hvězdné brány: Atlantida. V epizodě "V podzemí" doprovázel Sheppardův tým na planetu, kde se nacházela wraithská mateřská loď. Získali zde zařízení, které monitorovalo wraitské lodě v galaxii Pegasus. Na konci této mise Cowen Shepparda zradil a chtěl získat zařízení jen pro sebe. Sheppard byl na toto však připravený, a pomocí svou maskovaných jumperů se mu a jeho týmu podařilo geniijské vojáky odzbrojit a získat wraithské zařízení. To bral Cowen jako velkou zradu a křivdu, proto ihned poté, co zjistil, že Atlantis je v epizodě "Bouře" evakuována na planetu Manaria, využil spojenectví s touto planetou a získal zde kód pro vstup na Atlantis. Geniijské jednotky poté zabraly celé město, a zabili několik pozemských vojáků.
Později, v epizodě "Státní převrat" unese Cowen tým majora Lornea. Chce získat technologii ATA genu, pomocí kterého by on a jeho vojáci byli schopni ovládat antické technologie. S pomocí Ladona Radima naplánují past a zajmou i Sheppadův tým. Cowen ovšem netušil, že v tomhle plánu je začleněn ještě další plán. Radim využil této operace aby zabil Cowena a získal tak vládu nad Genii. To se mu podaří, Atlanťané jsou propuštěni a Radim se stává novým vůdcem Genii.

### Acastus Kolya
Acastus Kolya (ztvárnil ho herec Robert Davi) byl geniijský vojenský velitel, který se stal největším geniijským nepřítelem pro expedici Atlantis. Poprvé v epizodě "Bouře" vedl geniijský tým, který napadl a obsadil Atlantis. Sheppardovi se podařilo zneškodnit množství jeho vojáků, což umocnilo Kolyovu zlost. 
Později, v epizodě "Bratrstvo" vedl malý tým, který měl na planetě Dagan získat ZPM, které zde hledal Sheppardův tým. Znovu se mu podařilo Shepparda zajmout. S Kolyi se stává pověstná osina. Pomocí Sheppardova důvtipu je Kolya opět zneškodněn. Sheppard tentokrát už nemá daleko k tomu ho zabít, ale opět ho nechává jít.
V epizodě "Společné východisko" se Kolya vrací zpět. Je velmi naštvaný na Ladona Radima, který zabil Cowena a získal tak vládu nad Genii. To byl původně Kolyův plán, ale teď se musel stáhnout do podsvětí. Opět se mu podaří zajmout Shepparda a vydírá Atlantis, že pokud mu nevydají Radima, Wraith kterého drží, Shepparda zabije. Sheppardovi se podaří uzavřít dočasné spojenectví s tímto Wraithem a uniknou. Kolya uniká bránou, ale Sheppard mu vysílačkou slíbí, že jestli se někdy ještě setkají, tak ho určitě zabije.
V epizodě "Nezodpovědný" Kolya hledá Sheppardův tým na planetě, kde nyní žije Lucius Lavin. Zajme jeho tým, a vyhrožuje jejich zabitím. V přímém střetu s Sheppardem je poté již opravdu zabit.

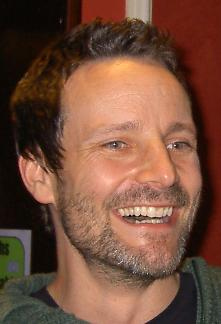
Ryan Robbins, jenž ztvárnil Ladona Radima

### Ladon Radim
Ladon Radim (ztvárnil ho herec Ryan Robbins) se poprvé objevil v epizodách "Bouře" a "Oko", kdy byl členem Kolyova týmu, který napadl a obsadil Atlantis.
Později v epizodě "Státní převrat" kontaktoval Atlantis, a tvrdil, že chystá puč a převzetí moci na Genii. To se mu nakonec podařilo a stal se novým vůdcem Geniiů.
Když je v epizodě "Společné východisko" zajat Sheppard, Radim přichází na Atlantis, aby nabídl svou pomoc. Nakonec se však zjišťuje, že on je právě ten, kterého Kolya požaduje výměnou za Shepparda. Dr. Weirová však Radima nevydá, a ten se vrací zpět na Genii, kde získá informace o tom, kde je Sheppard držen.
V epizodě "Návrat" přemlouvá Teylu Emmagan a Ronona Dexe, aby se přidali k Geniiům poté, co pozemšťané opouští Atlantis kvůli Antikům z lodě Tria.

### Sora

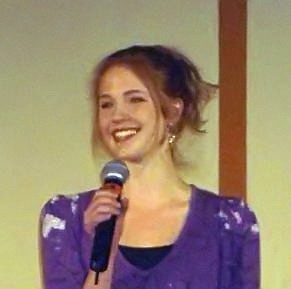
Erin Chambersová, jež ztvárnila Soru

Sora (ztvárněná herečkou Erin Chambers) je geniijským vojákem a dcerou Tyruse. Teyla Emmagan ji znala už jako malé dítě. Poprvé se Sora objevuje v epizodě "V podzemí", kde se spolu se svým otcem stávají prvními Genii, se kterými se pozemšťané setkávají. Soře není povoleno účastnit se mise s pozemšťany na planetu Wraithů. Při této misi zahyne Tyrus, její otec. Sora z toho obviňuje Teylu Emmagan.
Později se se Sorou setkáváme v epizodách "Bouře" a "Oko", kde je členem týmu Geniiů, kteří napadnou a obsadí město Atlantis. Pátrá zde hlavně po Teyle, aby se jí pomstila. Poté, co získají pozemšťané zpět kontrolu nad městem, stává se ze Sory zajatec. 
Původně bylo plánováno, že bude Sora předána zpět na Genii během epizody "V obležení", jako součást dohody, kdy dr. Weirová získala od Geniiů dvě atomové bomby. Tato scéna však byla nakonec vystřižena kvůli časovému omezení epizody.

### Další postavy
- Athor - přítel Acastuse Kolyi a otec Idose, zmíněný v epizodě "Oko".
- Fortum - (ztvárnil ho herec Jon Cuthbert) je geniijský voják, kterého si najal Lucius Lavin, aby pro něj nahrál se svým týmem malé divadélko.
- Haemon - (ztvárnil ho herec Dean Wray) je geniijský voják, kterého si najal Lucius Lavin, aby pro něj nahrál se svým týmem malé divadélko.
- Idos - syn Athora, člen geniijské stráže, zmíněný v epizodě "Oko".

- Lanko - je geniijský voják, kterého si najal Lucius Lavin, aby pro něj nahrál se svým týmem malé divadélko.
- Cassel Massan - osobní asistent Ladona Radima, který byl podezřelý z toho, že předal kontaktní kódy Atlantidy Acastusu Kolyovi.
- Prenum - (ztvárnil ho herec Christopher Britton), byl vyšší důstojník, se kterým se setkala dr. Weirová během návštěvy Genii, kdy žádala o atomové bomby.
- Dahlia Radim - sestra Ladona Radima, jež se obětovala a přišla na Atlantis jako rukojmí. Trpěla nemocí z ozáření, ale na Atlantis byla vyléčena.
- Pranos - (ztvárnil ho herec Adrian Hough) byl Kolyův zástupce během mise na planetu Dagan, kde chtěli Geniijové získat ZPM, které zde hledal Sheppardův tým. Pranos byl zabit během manipulace s antickým zařízením.
- Tyrus - byl geniijský voják, otec Sory, který byl zabit při misi na planetu, kde se nacházela wraithská loď.